# Bactris ferruginea
Bactris ferruginea é uma espécie de  planta do gênero Bactris e da família Arecaceae. Ela é também chamdda de mané-velho ou mané-véio.

## Taxonomia
A espécie foi descrita em 1934 por Max Burret.

## Forma de vida
É uma espécie terrícola e de palmeira.

## Conservação
A espécie faz parte da Lista Vermelha das espécies ameaçadas do estado do Espírito Santo, no sudeste do Brasil. A lista foi publicada em 13 de junho de 2005 por intermédio do decreto estadual nº 1.499-R.

## Distribuição
A espécie é endêmica do Brasil e encontrada nos estados brasileiros de Bahia, Espírito Santo, Minas Gerais e Pernambuco.
A espécie é encontrada no domínio fitogeográfico de Mata Atlântica, em regiões com vegetação de floresta ombrófila pluvial.